# 每日优鲜

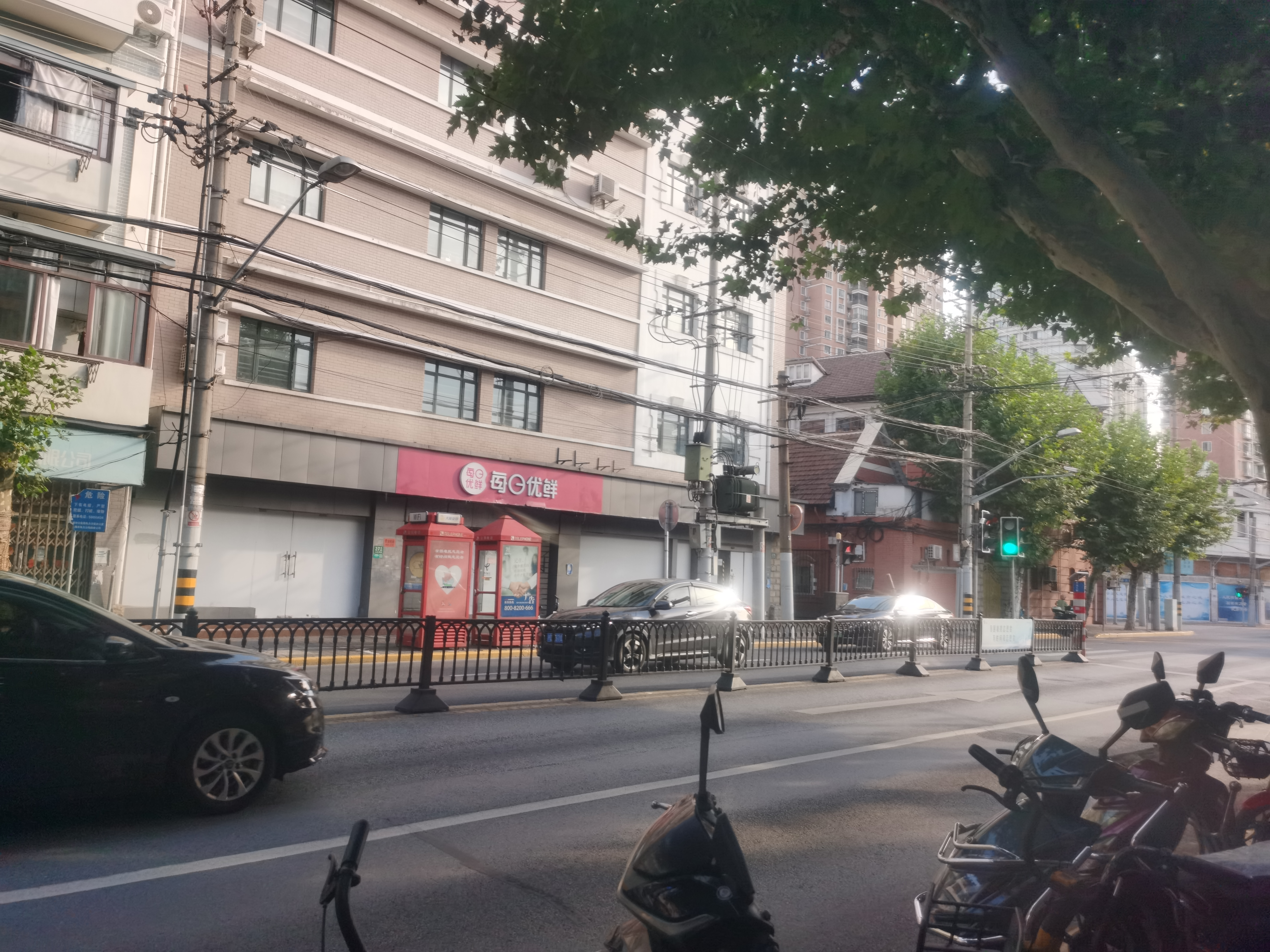
每日优鲜位于上海的配送站

每日优鲜是北京每日优鲜电子商务有限公司运营的一个生鲜类电商平台和线上超级市场。

## 历史
2014年11月由前联想集团高管徐正和曾斌创建于北京，2015年4月微信商城正式上线。5月，每日优鲜上线2小时极速达业务。2016年3月APP正式上线。截止2019年5月已有近2500万月度活跃用户。竞争对手有盒马鲜生，叮咚买菜，中粮我买网。
2021年6月25日，每日优鲜正式在纳斯达克挂牌上市，股票代码“MF”。
2022年初开始，陆续有供应商表示被每日优鲜拖欠货款和押金。3月，有供应商出现在每日优鲜北京总部楼下拉横幅讨债维权，且很多供应商停止了供货。6月，每日优鲜在半个月时间里连收纳斯达克两份通知函。當月底，每日优鲜經營的城市已從17个城市缩减至13个城市，随后又3天内连续关闭了9个城市业务。7月28日，每日优鲜关闭最快30分钟极速达业务。截至當天，仍有每日优鲜员工6、7月份的工资未发放、社保与公积金断缴。8月的社保和公積金需要員工自行缴纳，5月份的被裁员工的賠償金也沒有交付。另外每日优鲜除人力、财务等行政部门外其他部門暫停運作，員工被清退。當晚每日优鲜App已无法下单，且客服也不在線。8月1日更有消息传出公司因资金断链，无法正常经营。后每日优鲜官方表示是虚假信息。
2022年11月，每日优鲜向美国证券交易委员会提交了2021年财报，2019年至2021年，每日优鲜累计净亏损超84亿元，截至2022年11月，公司全职员工有55人。